# Le Masque (Maupassant)
Le Masque est une nouvelle de Guy de Maupassant publiée en 1889.
Se situant dans la continuité de récits sur le vieillissement, comme des nouvelles Adieu et Fini ou du roman Fort comme la mort, Le Masque frappe par sa brièveté et le contraste de ses deux épisodes.

## Historique
Le Masque est une nouvelle parue d'abord dans L'Écho de Paris du 10 mai 1889, puis reprise dans le recueil L'Inutile Beauté.

## Résumé
Un soir de bal costumé à l'Élysée-Montmartre, un étrange danseur, au visage recouvert d'un masque de jeune dandy et dont les mouvements semblent perclus, s'évanouit sur la piste de danse. On appelle à l'aide un médecin sur les lieux qui, en retirant le déguisement, révèle le visage en sueur d'un vieil homme. Le docteur, par devoir professionnel mais également par curiosité, reconduit chez lui le malade. Dans une rue misérable, en haut d'un escalier gluant, se trouve l'appartement du bonhomme et de sa vieille compagne, Madeleine, qui raconte au bon docteur médusé comme son vieux, ancien coiffeur de chez Martel, a perdu son charme en quelques années, lui si beau, si charmant autrefois, et qui ne peut s'empêcher à l'occasion de retourner, masqué, dans les endroits à la mode, où il peut encore paraître un jeune homme, côtoyer de jolies femmes...

## Citation
« Maintenant vous voyez ce qu'il fait. C'est comme une frénésie qui le tient. Faut qu'il soit jeune, faut qu'il danse avec des femmes qui sentent l'odeur et la pommade. Pauvre vieux chéri, va ! »

## Adaptation
- 1952 : Le Plaisir, film français de Max Ophüls (adaptation de trois nouvelles de Maupassant : Le Masque, La Maison Tellier et Le Modèle)

## Note
1. ↑  Maupassant, Contes et Nouvelles, vol. 2, Gallimard, Bibliothèque de la Pléiade, page 1687.